# Groupe de Puteaux
Cet article concerne le groupe « Section d'or ». Pour la « section dorée », voir nombre d'or.

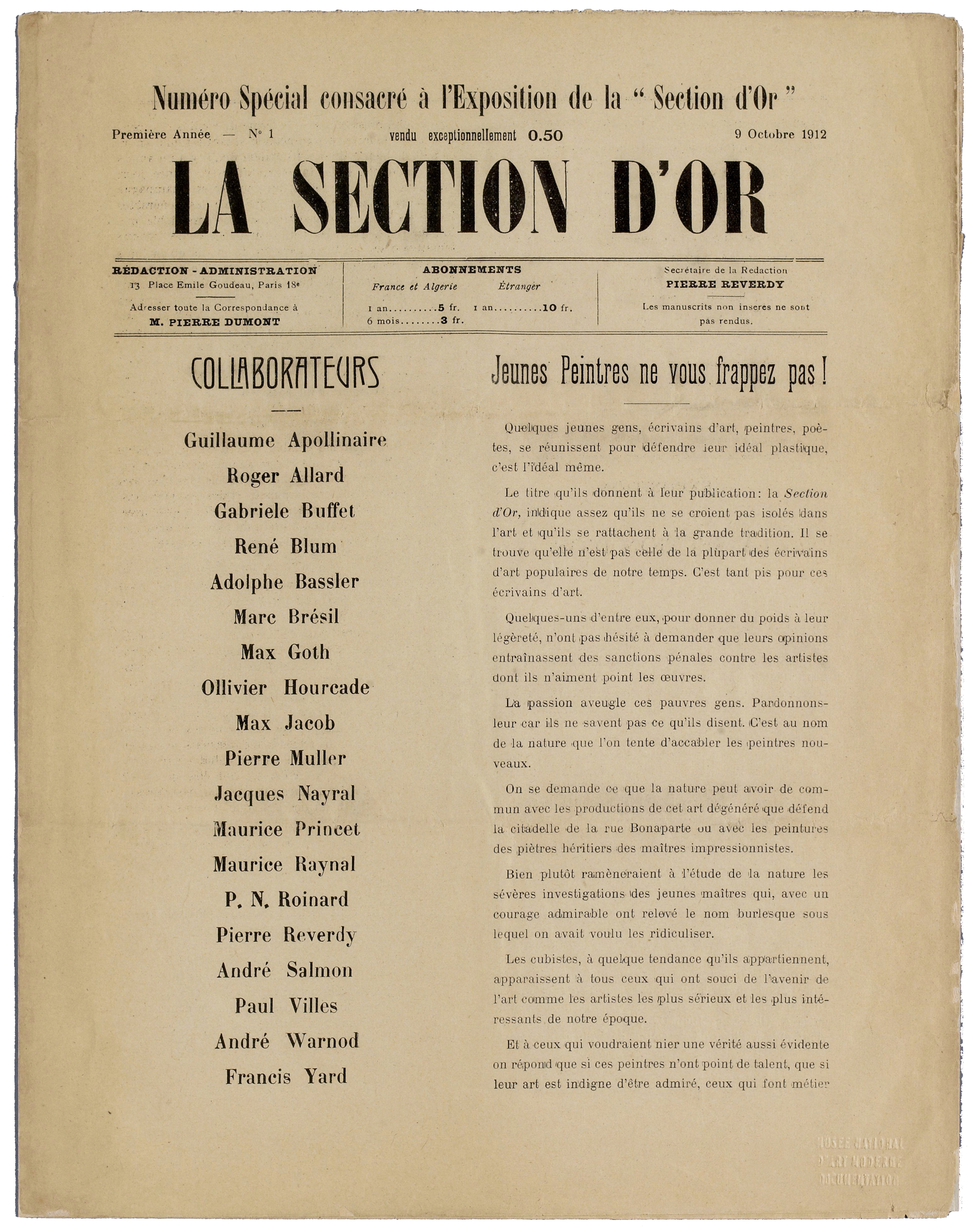
Numéro spécial consacré à l'Exposition de la Section d'or, première année, no 1, 9 octobre 1912.

Le groupe de Puteaux ou Section d'or sont les noms donnés à un groupe d’artistes et de critiques étroitement liés au cubisme, mais se plaçant dans une approche « post-cubiste ». 
Le groupe s’est constitué vers 1911 à l’occasion de réunions régulières de peintres, poètes et mathématiciens chez les Duchamp, qui habitaient une petite maison à Puteaux, situé dans la banlieue ouest de Paris. 
Les salons de la Section d'or perdurèrent jusqu'en 1925.

## Origine
Le groupe de Puteaux a adopté ce nom afin de se distinguer de la définition plus étroite du cubisme développé en parallèle par Picasso et Braque à Montmartre.
Marcel Duchamp était féru de sciences et de mathématiques, et tous ses amis, entre autres Gleizes, Kupka, Léger, Metzinger, Picabia, Henry Valensi, Auguste Perret, Salmon, Apollinaire, et Maurice Princet (le « mathématicien du cubisme ») rêvaient de transformer le monde à partir des découvertes « einsteiniennes » tournant autour du nombre d'or.
Tous réussirent en 1912 une grande exposition hors marché et sans intermédiaire, connue aujourd'hui encore sous l'appellation Salon de la Section d'Or. Valensi était secrétaire de l'aventure et, sur les conseils éclairés de Jacques Villon et de Marcel Duchamp, son frère, il a farouchement tenu éloigné de l'organisation les agents et galeristes, « incapables de comprendre à quoi nous touchons avec notre Art ».
La Section d'or était une sorte de cri, à la fois de révolte et d'espoir, lancé à la face du monde qui ne semblait pas encore prêt à rassembler art et science…
Aujourd'hui encore, peu de gens connaissent les tenants et aboutissants véritables de la démarche qui impulsa ce Salon où, pour la première fois, Duchamp accrocha son Nu descendant un escalier, qui avait été refusé en février par le comité du Salon des indépendants qui devait ouvrir en mars 1912 (dont il était pourtant membre…).

## Histoire
De 1911 à 1914, Jacques Villon réunit dans son atelier, rue Lemaître à Puteaux, André Salmon, Apollinaire, Maurice Princet et des artistes hétéroclites qui revendiquent la singularité de leur démarche : « Là où le cubisme déracine, la Section d’or enracine » (Villon). Bien que partis du cubisme orthodoxe, ils élaborent, sous l’influence d'André Lhote, un système de défense stipulant une recherche de l’harmonie et des formes idéales régies par le principe du nombre d'or de la Renaissance, d’où l'appellation « Section d’or » : le groupe prit aussi l'initiative d'organiser le Salon de la Section d'Or en 1912, appellation suggérée à Duchamp-Villon par le Traité de la peinture de Léonard de Vinci.
En pratique, la plupart des peintres s'intéressent à la géométrie non euclidienne ; ce principe est appliqué de façon plus instinctive que mathématique. Artistes soucieux de s'inscrire dans la modernité, ils s'entretiennent d’art africain, de la quatrième dimension, de géométrie non euclidienne, de futurisme, et des recherches chronophotographiques d'Étienne-Jules Marey et de Eadweard Muybridge. La philosophie du groupe est une tentative de contrôler scientifiquement la peinture et les découvertes de Picasso et de Braque par le truchement des techniques classiques de composition, dites des « tracés régulateurs ».
Le caractère intellectuel de leur démarche séduit, en 1912, l’orthodoxe Juan Gris. Il fut sans doute pour ces « cubisteurs », avec Metzinger et Apollinaire, un agent d’informations précieux sur les pratiques des Montmartrois. À la suite du refus d'une œuvre de Marcel Duchamp, Nu descendant un escalier (N°2) au Salon des indépendants, et dynamisés par le scandale que provoque l’exposition des peintres futuristes à la galerie Bernheim-Jeune en février 1912, ils décident de créer un premier salon et envahissent le vaste espace de la galerie La Boétie en octobre 1912 pour révéler les nouvelles directives du mouvement.

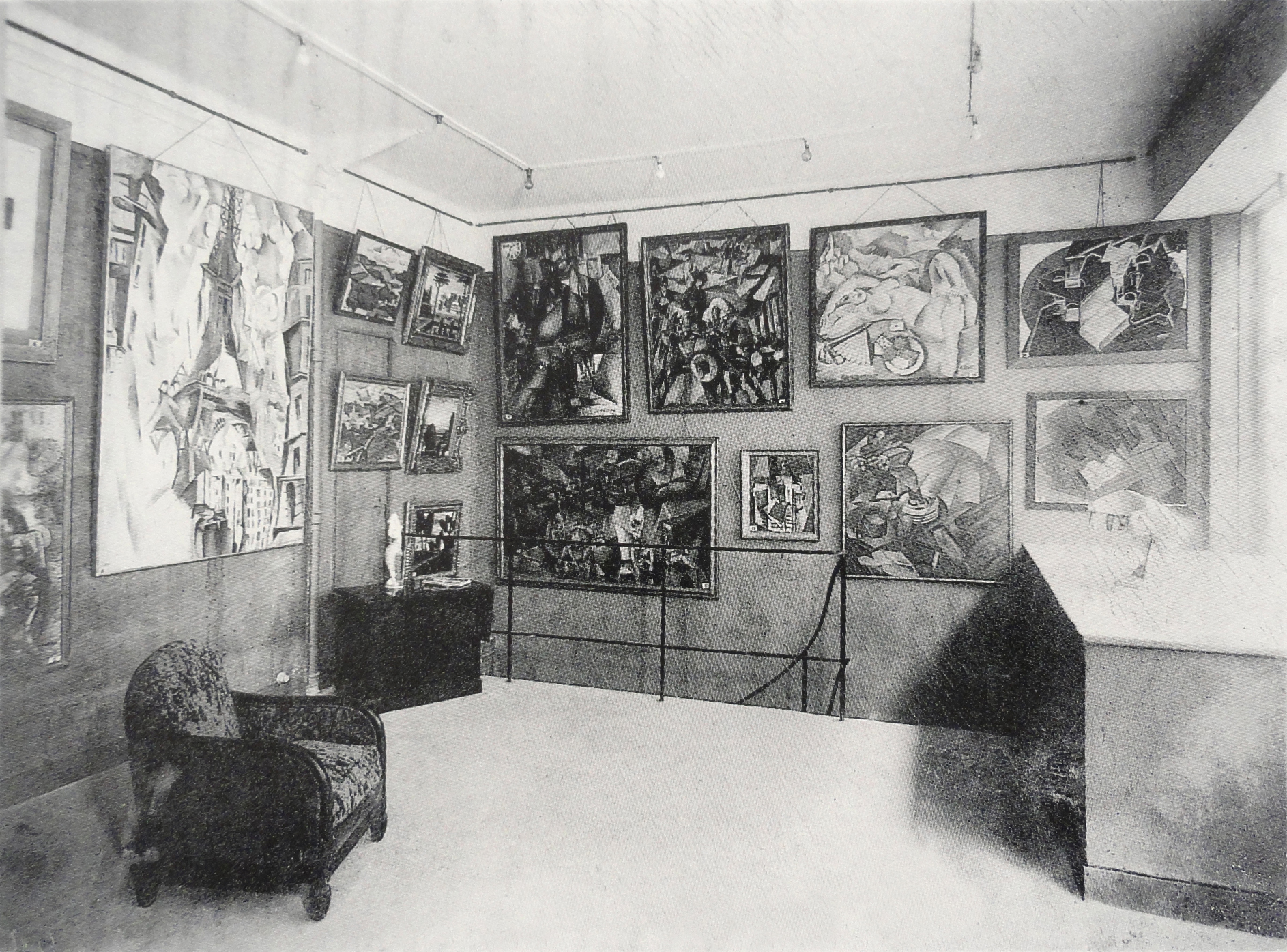
La Section d'Or, 1925, galerie Vavin-Raspail, Paris : œuvres d'Albert Gleizes, Portrait de l’éditeur Eugène Figuière, La Chasse, Les Baigneuses ; Robert Delaunay et André Lhote.

En plus des fondateurs (Gleizes, Duchamp, Metzinger, Francis Picabia), l’exposition réunit une trentaine de peintres et sculpteurs dont Pierre Dumont, Alexander Archipenko, Félix Tobeen, André Lhote, Roger de La Fresnaye, Louis Marcoussis,  André Mare, Irène Reno et František Kupka, qui est inscrit in extremis par un des plus jeunes participants, Henry Valensi, à la fois exposant et « secrétaire » de l'exposition. Robert Delaunay, qui avait la même année déjà exposé ses nouvelles toiles à la galerie Barbazanges avec Marie Laurencin, soucieux d’éviter les étiquettes, ne participe pas à ce Salon de la Section d'or de 1912.
Les œuvres présentées se distinguent par l’intégration de la couleur, du dynamisme et d'un « simultanéisme » que Sonia Delaunay développera avec Robert Delaunay en peinture, mode et art décoratif. C’est le deuxième jour de l'exposition qu’Apollinaire donne, sous le titre de « Cubisme écartelé », une conférence dans laquelle il distingue le cubisme scientifique du cubisme orphique. Il ménage ainsi les susceptibilités, notamment celle du collectionneur et marchand d’art allemand, Daniel-Henry Kahnweiler, promoteur de Picasso et de Braque (et plus globalement du cubisme analytique et synthétique), qui est aussi l’éditeur de son Enchanteur pourrissant.

## Quelques membres du groupe de Puteaux
- Guillaume Apollinaire (1880-1918), français
- Robert Delaunay (1885-1941), français
- Marthe Donas (1885-1967), belge
- Marcel Duchamp (1887-1968), français
- Raymond Duchamp-Villon (1876-1918), français
- Roger de La Fresnaye (1885-1925), français
- Albert Gleizes (1881-1953), français
- František Kupka (1871-1957), tchèque
- Sonia Lewitska (1880-1937), ukrainienne
- Henri Le Fauconnier (1881-1946), français
- Fernand Léger (1881-1955), français
- Louis Marcoussis (1878-1941), polonais
- André Mare (1885-1932), français
- Jean Metzinger (1883-1956), français
- Francis Picabia (1879-1953), franco-espagnol
- Georges Ribemont-Dessaignes (1884-1974), français
- Paul Vera (1882-1957), peintre et  décorateur français
- Alcide Le Beau (1873-1943), français
- Jacques Villon (1875-1963), français
- Jeanne Rij-Rousseau (1870-1956), français
- Léopold Survage (1879-1968), français
- Henry Valensi (1883-1960), français
- Irène Reno (1884-1953), française